# Novotta Ferenc (fotóművész, 1949)
Novotta Ferenc (Budapest, 1949. március 16. –)  tanár, divat- és modellfotós, fotóművész, újságíró

## Élete
1965-ben  készítette első fotóit. A Magyar Újságírók Országos Szövetsége által indított újságíró iskola elvégzése után két lapnak is kezdett dolgozni, amelyek külföldön jelentek meg. A Nehézipartól kezdve, a magyar viseletig készített fotókat, illetve esküvői fotókat is.
1980-ban került az Ez a Divat magazin szerkesztőséghez. A médiapiac-változás azonban megpecsételte a lap sorsát. Befektető hiányában, 1993-ban ideiglenesen meg is szűnt. Az Ez a Divat új főszerkesztője megváltoztatta az újság külsejét, az ofszet is bekerült a mélynyomás mellé, amitől  korszerűbb lett, azonban az is nehézséget jelentett, hogy idővel egyre több divatlap jelent meg.
A változások miatt lett szabadúszó a későbbiekben.  Az akkori modellek többségével dolgozott. Szilágyi Mari és Dombrády Éva sztármanökeneket Novotta Ferenc fotózta először.
1998-ban az Art Show Divat Iskola divatfotós szakot is indított a manöken-fotómodell szak mellett, ahol oktató volt Novotta Ferenc. Az iskolában olyan ismert emberek tanítottak, mint például Borszéki Zita, Vámos Magda divattervezők, Czigány József koreográfus.
Nős, 1994-ben vette feleségül Németh Éva modellt. Az esküvőn részt vettek az Ez a divat munkatársai közül többen, például Medgyessy Ildikó, Lengyel Miklós, Vámos Magda divattervező, férfi- és női  manökenek.